# Henry Cejudo
Henry Carlos Cejudo (født 9. februar 1987 i Los Angeles, Californien i USA) er en amerikansk MMA-kæmper og fristilsbryder. Han kæmper hos Ultimate Fighting Championship (UFC), og er den tidligere UFC-mester i flyweight og tidligere UFC bantamweight mester. Han er den fjerde person til at være indehaver af to forskellige vægtklasser samtidigt, og den anden person til at forsvare titlerne i to forskellige vægtklasser.  
Som fristilsbryder, er Cejudo er olympisk guldvinder, Pan American Champion og 2 gange USA National Team medlem.
8. maj, 2020, var Cejudo placeret som nummer 3 på UFC pound-for-pound rangliste. 9. maj, 2020, Cejudo forsvarede sin UFC bantamweight-titel ved at slå ud Dominick Cruz i anden runde. Han annoncerede sin pensionering fra professionelle kampe umiddelbart efter kampen. Meddelelsen blev mødt med en vis skepsis, da forskellige UFC kommentatorer og kæmpere mente, at Cejudo gjorde det som et kontraktforhandlingstrick. Cejudo indrømmede selv, på post-kamp pressekonferencen, at han ville kæmpe igen hvis UFC's præsident Dana White, ville tilbyde ham penge nok.

## Baggrund
Cejudo blev født i Los Angeles, Californien. Begge hans forældre var født i Mexico City, Mexico. Han er en af syv børn.
Cejudo's forældre var begge udokumenterede indvandrere, og han flyttede næsten 50 gange som et barn. Efter at hans forældre blev skilt, da han var fire, flyttede Cejudo mor familien til New Mexico, og to år senere til Arizona. Cejudo sov heller aldrig alene i sin egen seng, indtil han fik en af U.S.A. Wrestling, mens han deltog i et residency program på det amerikanske olympiske træningsanlæg. Henry vandt også Arizona state golden gloves i boksning.

## MMA-rekordliste
| Resultat | Stat | Modstander         | Metode                      | Arrangement                         | Dato              | Omgang | Tid  | Sted                         | Bemærk.                                                               |
| -------- | ---- | ------------------ | --------------------------- | ----------------------------------- | ----------------- | ------ | ---- | ---------------------------- | --------------------------------------------------------------------- |
| Sejr     | 16-2 | Dominick Cruz      | TKO                         | UFC 249                             | 9. maj 2020       | 2      | 4:58 | Jacksonville, Florida, USA   |                                                                       |
| Sejr     | 15-2 | Marlon Moraes      | TKO                         | UFC 238                             | 8. juni 2019      | 3      | 4:51 | Chicago, Illinois, USA       | Vant UFCs titelbælte i bantamweight, tildelt Performance of the Night |
| Sejr     | 14-2 | T.J. Dillashaw     | TKO                         | UFC Fight Night 143                 | 19. januar 2019   | 1      | 0:32 | New York City, New York, USA | Tildelt Performance of the Night                                      |
| Sejr     | 13-2 | Demetrious Johnson | Dommerafgørelse (delt)      | UFC 227                             | 4. august 2018    | 5      | 5:00 | New York City, New York, USA | Vandt UFCs titelbælte i flyweight, tildelt Fight of the Night         |
| Sejr     | 12-2 | Sergio Pettis      | Dommerafgørelse (enstemmig) | UFC 218                             | 2. december 2017  | 3      | 5:00 | Detroit, Michigan, USA       |                                                                       |
| Sejr     | 11-2 | Wilson Reis        | TKO                         | UFC 215                             | 9. september 2017 | 2      | 0:25 | Edmonton, Canada             | Tildelt Performance of the Night                                      |
| Nederlag | 10-2 | Joseph Benavidez   | Dommerafgørelse(delt)       | The Ultimate Fighter 24 Finale      | 3. december 2016  | 3      | 5:00 | Las Vegas, Nevada, USA       |                                                                       |
| Nederlag | 10-1 | Demetrious Johnson | TKO                         | UFC 197                             | 23. april 2016    | 1      | 2:49 | Las Vegas, Nevada, USA       | Titelkamp om UFCs bælte i flyweight                                   |
| Sejr     | 10-0 | Jussier Formiga    | Dommerafgørelse(delt)       | UFC Fight Night 78                  | 21. november 2015 | 3      | 5:00 | Monterrey, Mexico            |                                                                       |
| Sejr     | 9-0  | Chico Camus        | Dommerafgørelse(enstemmig)  | UFC 188                             | 13. juni 2015     | 3      | 5:00 | Mexico by, Mexico            |                                                                       |
| Sejr     | 8-0  | Chris Cariaso      | Dommerafgørelse(enstemmig)  | UFC 185                             | 14. marts 2015    | 3      | 5:00 | Dallas, Texas, USA           |                                                                       |
| Sejr     | 7-0  | Dustin Kimura      | Dommerafgørelse(enstemmig)  | UFC on Fox 13                       | 13. december 2014 | 3      | 5:00 | Phoenix, Arizona, USA        |                                                                       |
| Sejr     | 6-0  | Elias Garcia       | Dommerafgørelse(enstemmig)  | Legacy FC 27                        | 31. januar 2014   | 3      | 5:00 | Houston, Texas, Mexico       |                                                                       |
| Sejr     | 5-0  | Ryan Hollis        | Dommerafgørelse(enstemmig)  | Legacy FC 24                        | 11. oktober 2013  | 3      | 5:00 | Dallas, Texas, USA           |                                                                       |
| Sejr     | 4-0  | Miguelito Marti    | TKO                         | Gladiator Challenge: American Dream | 18. maj 2013      | 1      | 1:43 | Lincoln, California, USA     |                                                                       |
| Sejr     | 3-0  | Anthony Sessions   | TKO                         | WFF 10: Cejudo v Sessions           | 19. april 2013    | 1      | 4:23 | Chandler, Arizona, USA       | Vandt WFFs titelbælte i bantamweight WFF                              |
| Sejr     | 2-0  | Sean Henry Barnett | TKO                         | Gladiator Challenge: Battleground   | 24. marts 2013    | 1      | 4:55 | San Jacinto, California, USA |                                                                       |
| Sejr     | 1-0  | Michael Poe        | TKO                         | WFF MMA: Pascua Yaqui Fights 4      | 2. marts 2013     | 1      | 1:25 | Tucson, Arizona, USA         |                                                                       |

### Sociale medier
- Henry Cejudo – Twitter